# Grafton Architects
Grafton Architects è uno studio di architettura fondato a Dublino nel 1978 dalla collaborazione di Shelley McNamara (1952), Yvonne Farrell (1951) e altri tre soci, prendendo il nome dalla strada in cui aveva sede il loro primo ufficio: Grafton Street a Dublino. Le due progettiste irlandesi citate sono rimaste le uniche a capo dello studio. I loro rapporti sono iniziati durante gli studi sostenuti da entrambe presso l'University College Dublin (UCD).
Il loro percorso universitario ha segnato infatti una componente importante del linguaggio architettonico dello studio, a partire dall’influenza di architetti razionalisti durante il periodo degli studi e rafforzato con una lunga carriera dedicata allo studio dell’architettura e a partire dal 2015 all’insegnamento.

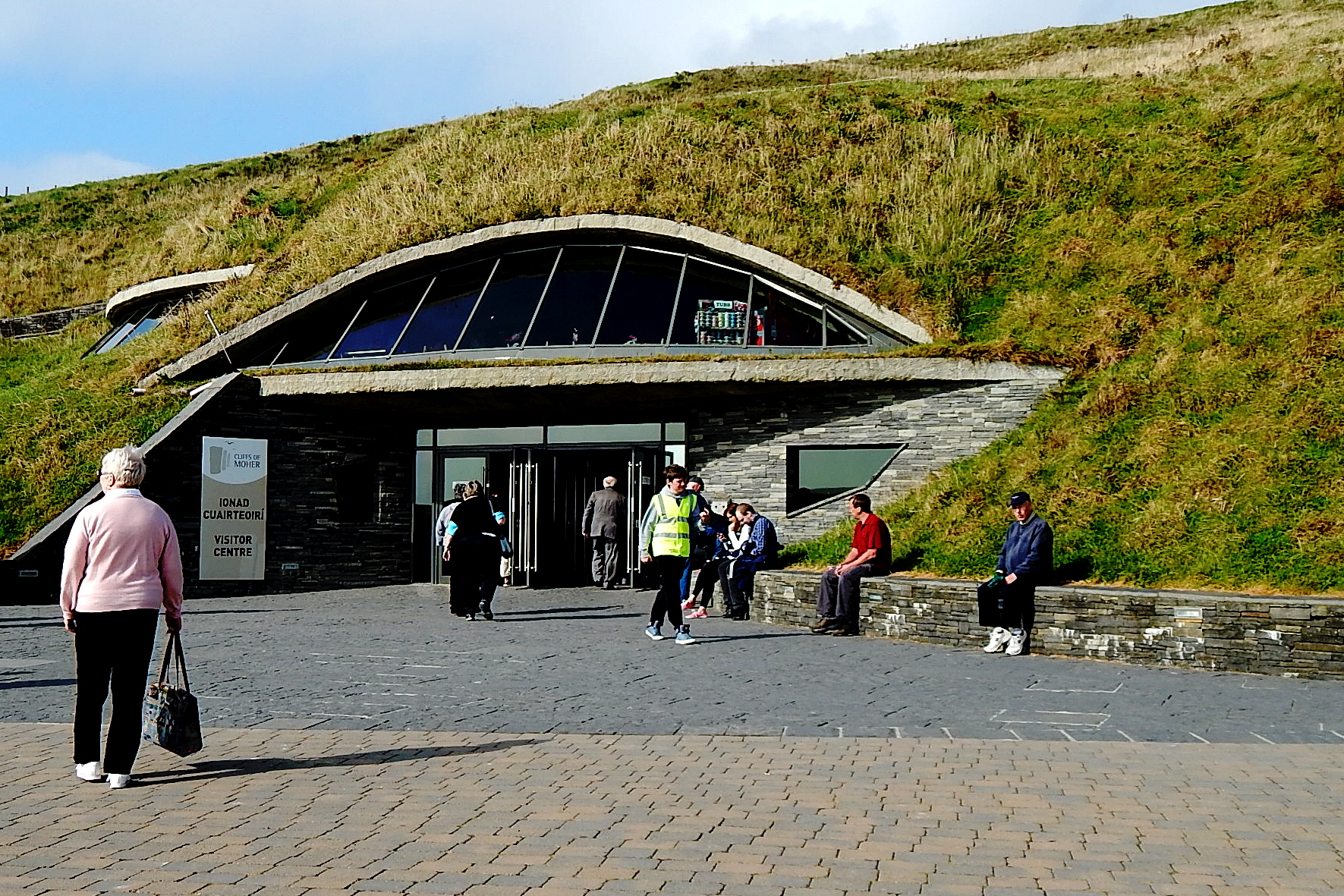
Ingresso del Moher visitor centre, Irlanda

A testimonianza dell'influenza di tali modelli e del risultato architettonico che ne deriva, negli anni Novanta, in Irlanda, lo studio Grafton Architects ha portato a termine svariati edifici dove la concezione brutalista di Le Corbusier veniva inserita all'interno del modello europeo di città razionalista e da un'empatia verso forme e caratteri caratteristiche del sito in cui si interviene. Si può rintracciare una particolare sensibilità topografica in due proposte: in visitor center presso le scogliere di Moher e un atrio d'ingresso simile a un canyon, posto nel complesso polifunzionale di Temple Bar, quartiere ad alta densità di Dublino.
Tuttavia, il primo vero intervento che ha portato Grafton Architects a ponderare intensamente su come inserire un'istituzione in un contesto metropolitano, segnalando inoltre lo studio su scala internazionale, è stato l'ampliamento dell'Università Luigi Bocconi di Milano con la straordinaria catasta di monoliti sospesi.
L’attività di progettazione si concentra inizialmente in Irlanda, dove realizzano i progetti per il North King Street Housing (Dublino, 2000), la Scuola Comunitaria di Loreto (Milford, Irlanda 2006), il Solstice Arts Centre (Navan, Irlanda 2007), l'Urban Institute of Ireland, (Dublino, Irlanda 2009) e il residence della Medical School dell’Università di Limerick (Limerick, Irlanda 2012). Solo nel 2008 viene completata la prima opera all’estero, l’ampliamento dell’Università Bocconi di Milano, a cui sono susseguiti i progetti per il Campus UTEC a Lima (Perù, 2015), L'Institut Mines Télécom (Parigi, Francia 2019) e l'Université Toulouse 1 Capitole, School of Economics (Tolosa, Francia 2019) e il Marshall Building LSE, della London School of Economics (Londra, 2022).

## L’uso del calcestruzzo nelle opere di Grafton Architects
Strutture pubbliche, adibite ad alloggi o edifici per la didattica, che condividono nella maggior parte dei casi l'uso del cemento armato per la realizzazione delle strutture, con finitura a vista come tratto caratteristico. Tra tutte,  il Campus UTEC e l’Università Bocconi sono i progetti di riferimento per lo studio di tale sperimentazione condotta dallo studio Grafton, opere che gli hanno infatti conferito importanti riconoscimenti internazionali quali il RIBA International Prize nel 2016 dal Royal Institute of British Architects (RIBA) e il Pritzker Architecture Prize nel 2020.
Queste opere condividono l’utilizzo del cemento faccia vista, per elementi strutturali e non, creando forme libere e spazi dinamici. Strutture e architettura definiscono in questi progetti nuovi spazi piuttosto complessi, sviluppati principalmente in verticale. La ricerca formale è dunque un aspetto fondamentale, partendo dal contesto urbano in cui sorge la struttura e la funzione che questa deve svolgere. In questo senso l'attenzione all'aspetto topografico della costruzione inizia già dai primi progetti di Grafton, come ad esempio la realizzazione nel 1996 di un complesso polifunzionale nella famosa piazza Temple Bar a Dublino, zona già densa dal punto di vista architettonico. Tuttavia l’ampliamento dell’Università Bocconi è l’intervento che ha segnalato lo studio su scala internazionale per la ricerca sull’inserimento di istituzioni pubbliche in contesti metropolitani, tanto da valere l’assegnazione del World Building of the Year Award nella categoria formazione al World Architecture Festival 2008.

### Inserimento urbano di strutture complesse: Università Luigi Bocconi, Milan (Sede della Facoltà di Economia)
In questo progetto (2001-2008), la struttura portante è affidata all’accoppiamento di setti verticali in cemento armato dello spessore di quaranta centimetri, ai quali si appoggiano travi precompresse con luci fino a ventiquattro metri, alle quali si solidarizzano i solai attraverso tiranti d’acciaio.

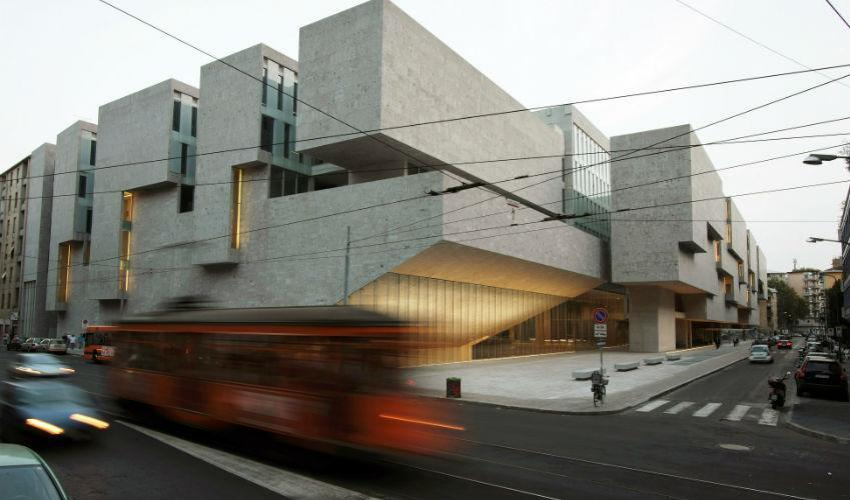
Vista da Viale Bligny

Ideato per essere un "luogo di scambio" ispirandosi al medievale Palazzo della Ragione e progettato secondo il linguaggio formale modernista, l'edificio si compone di sei piani fuori terra e tre interrati, blocchi multipiano sospesi a diversi metri dalla quota stradale, affacciati internamente su cinque corti. I volumi sono per lo più chiusi da facciate vetrate, tranne quello destinato alla biblioteca, rivestito eccezionalmente con lastre levigate di ceppo grigio lombardo per conferire profondità, densità e massa e creare così continuità visiva con gli edifici limitrofi.
Per ottimizzare l’effetto monolitico dei grandi setti di cemento, in fase esecutiva è stato scelto un calcestruzzo auto compattante ad alta resistenza (SCC) per la capacità di fluire meglio nelle casseforme e risultare più uniforme senza necessità di essere vibrato in una struttura come in questo caso piuttosto densa di armatura, per le maggiori proprietà meccaniche e durabilità e per la qualità superficiale. Le superfici a vista sono state trattate con un idrorepellente incolore per conservare meglio la struttura senza necessità di finiture che ne alterassero l’estetica. L’aspetto monolitico è stato ottenuto grazie ulteriori accortezze in fase realizzativa: 
- Uno specifico mix design è stato creato per eliminare micro vuoti nell'impasto;
- Il calcestruzzo è stato gettato attraverso un imbuto per realizzare getti unici senza il rischio di segregazione degli inerti a causa dell'elevata altezza dei setti strutturali;
- L'approvvigionamento del calcestruzzo è stato attentamente calcolato per risolvere eventuali ritardi nella fornitura, oltre ad aumentare il tempo di presa del conglomerato, il tutto per ottenere un getto più continuo ed uniforme possibile, fortemente controllato in fase produttiva e realizzativa;
- Per nascondere le giunzioni tra i diversi getti sono stati utilizzati contro pannelli di casseratura con finitura fenolica per ottenere una superficie liscia in fase di disarmo. In linea con la volontà di enfatizzare l’autenticità del materiale, i progettisti hanno scelto di lasciare comunque visibili eventuali segni di giunzioni e imperfezioni.[8]

La struttura scatolare portante dell'ampliamento presenta tre caratteristiche principali: 
- Coppie di setti portanti distanti 3,4 metri tra loro ad interasse di 24 metri, con lunghezze fino a 50 m e un'altezza di 40 m, queste pareti sporgono fino a 20 m, formando l'ossatura della struttura;
- Solai a lastre orizzontali per i piani degli uffici sui quali, in considerazione delle grandi campate (circa 24 m), sono stati costruiti in calcestruzzo precompresso in loco con spessori fino a 60 cm. Questi sono stati sospesi per mezzo di barre di tensione ancorate ad elementi superiori del tetto, realizzato attraverso solette in calcestruzzo armato. Il tensionamento delle barre consente di controllare le deformazioni dei solai;
- La struttura interna è lasciata a vista.

Il sistema si fonda su una platea superficiale di calcestruzzo densamente armato spessa 2-3 metri. In generale questa soluzione costruttiva consente di minimizzare le sollecitazioni torsionali, ottimizzando l'uso del materiale.
Dal punto di vista energetico, il calcestruzzo è stato scelto anche per le sue proprietà termiche. La struttura è stata infatti progettata come un guscio in grado di schermare le radiazioni solari, i blocchi superiori filtrano l'ingresso della luce solare all'interno dell'edificio e il sistema di gallerie facilita la canalizzazione dell'aria per facilitare la ventilazione naturale degli ambienti.

### Topografia ed efficienza climatica: University Campus UTEC, Lima

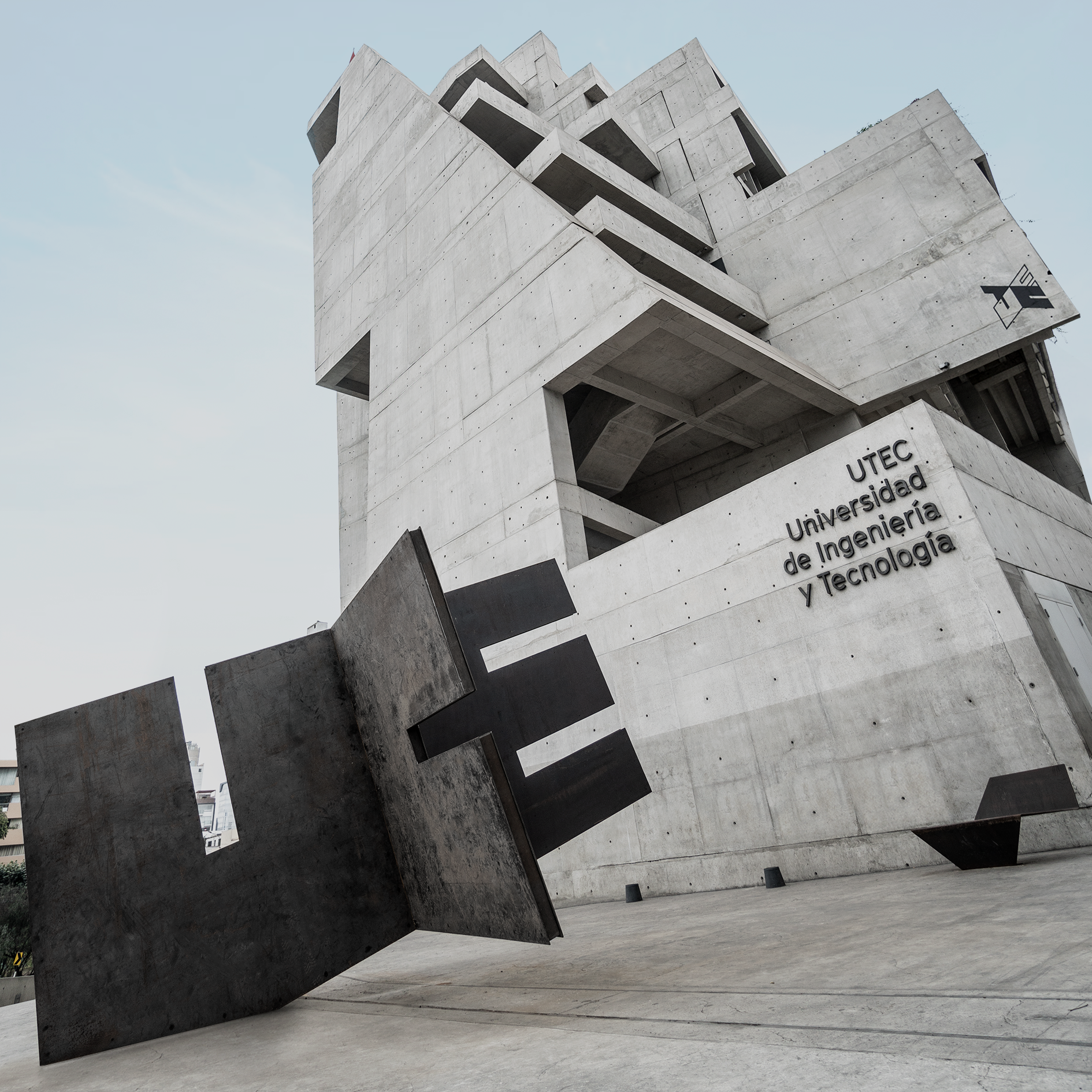
Campus UTEC, Lima

Definito dai giudici del premio RIBA come "il culmine di anni di sperimentazione da parte di Grafton Architects",ulteriore sviluppo delle tecnologie e del linguaggio architettonico dell'ampliamento dell'Università Bocconi, il campus UTEC presenta invece una struttura scatolare di dieci livelli fuori terra, simile alla precedente dal punto di vista costruttivo, formata cioè sempre da setti e travi a sezione rettangolare, ma lasciata interamente a vista. In questo caso l’impatto monolitico dei setti simili a degli speroni, disposti con un passo di circa venti metri, è un rimando esplicito al paesaggio circostante, alle altissime scogliere che caratterizzano la costa della città di Lima.
In linea con quanto sperimentato nell'ampliamento della Bocconi, in questo progetto topografia e clima sono stati gli elementi caratterizzanti delle scelte architettoniche e strutturali.

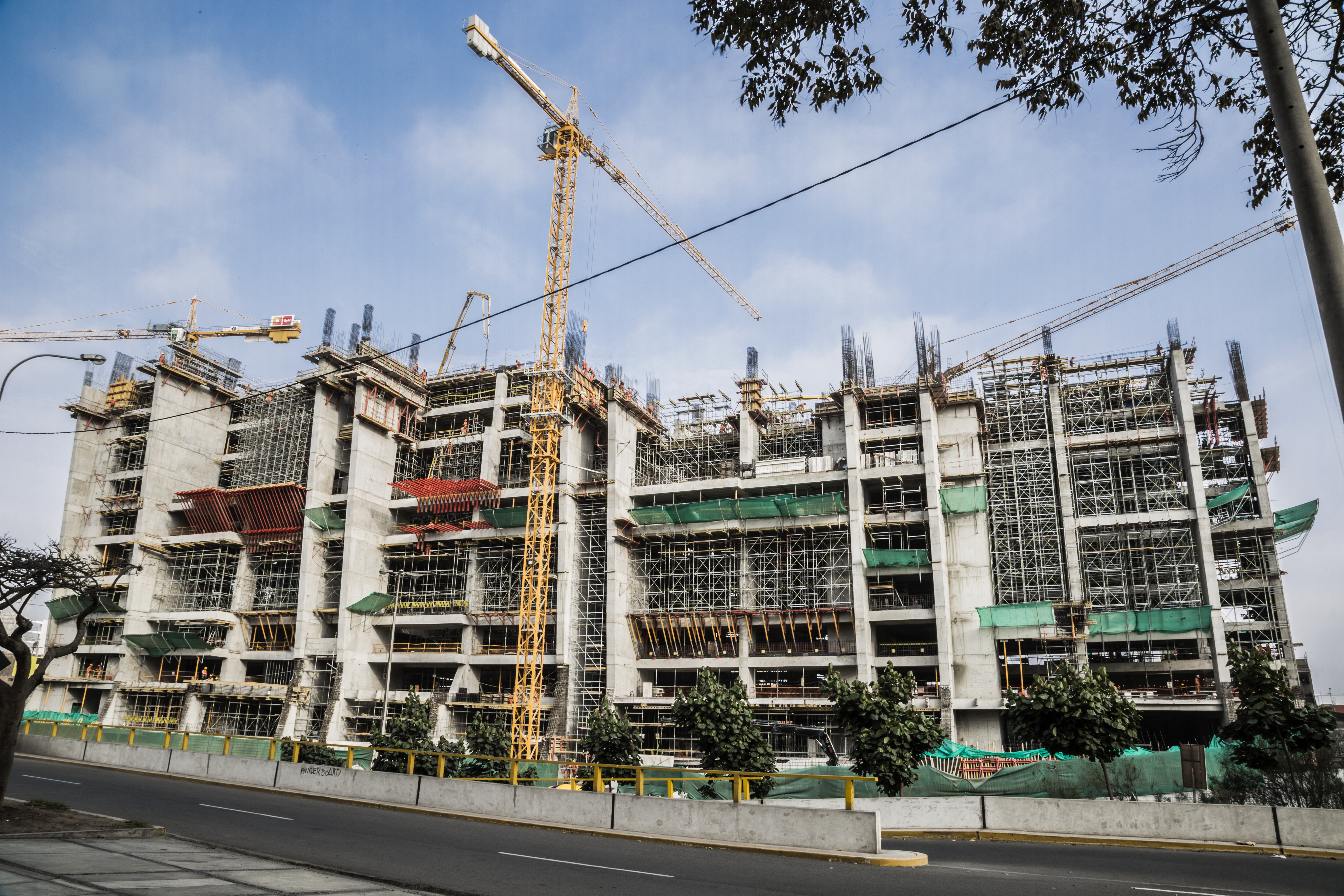
Realizzazione degli setti strutturali

In questa opera, completata nel 2015, spicca la ricerca tecnica sull’ottimizzazione delle caratteristiche funzionali del materiale oltre che strutturali: l’organizzazione delle strutture, orientate così da favorire il naturale flusso di aria proveniente dal mare e garantire l’ombreggiamento degli spazi interni, consente una diminuzione del fabbisogno di raffrescamento meccanico nel periodo estivo estivo e contemporaneamente favorisce l’illuminazione naturale degli ambienti interni. Anche l’organizzazione degli spazi ha sviluppi da questo punto di vista, isolando il più possibile le aule dall’inquinamento acustico dell’autostrada sottostante attraverso un sistema di corridoi che le interpongono al versante esposto al traffico veicolare, sfruttando così anche le capacità di assorbimento acustico del materiale. Contrariamente, la facciata opposta presenta vari livelli sfalsati nei quali sono organizzate diverse aree verdi, che oltre alla funzione sociale di interazione svolgono un ruolo importante della regolazione del microclima di tali ambienti. Questi accorgimenti hanno permesso all'edificio di ottenere la certificazione ambientale LEED. Anche la scelta di disporre scale e corridoi all'esterno della struttura, soluzione derivante dal social housing inglese, va in tale direzione, favorendo infatti il controllo igienico di questa tipologia di ambienti, sfruttando la ventilazione naturale.
La sperimentazione sull’uso del cemento nell’attività dello studio Grafton procede dunque verso la volontà di affidare al materiale e alle strutture con esso realizzabili oltre al valore architettonico, attraverso l’impatto visivo di strutture apparentemente monolitiche realizzate ad esempio grazie all’uso di speciali casseri che consentono la minimizzazione dello spessore dei giunti, un’importante ruolo nel rendere questi edifici, per lo più pubblici, sostenibili sia dal punto di vista climatico e dunque dei consumi energetici, che da quello della durabilità dei materiali.